# ماري ويبستر
ماري ويبستر (بالإنجليزية: Mary Webster)‏ هي ممثلة أمريكية، ولدت في 13 مارس 1935 في شيكاغو في الولايات المتحدة، وتوفيت في 23 يناير 2017.

## وصلات خارجية
- ماري ويبستر على موقع IMDb (الإنجليزية)
- ماري ويبستر على موقع قاعدة بيانات برودواي على الإنترنت (الإنجليزية)
- ماري ويبستر على موقع قاعدة بيانات الفيلم (الإنجليزية)